# Gemiddelde kromming
In de differentiaalmeetkunde, een deelgebied van de meetkunde, is de gemiddelde kromming {\displaystyle H} van een oppervlak {\displaystyle S} een extrinsieke maat, die de kromming van een ingebed oppervlak in een omliggende ruimte, zoals een Euclidische ruimte, beschrijft.

## Definitie
Laat {\displaystyle p} een punt op het oppervlak {\displaystyle S} zijn. Beschouw alle krommen {\displaystyle C_{i}} op {\displaystyle S}, die het punt {\displaystyle p} op het oppervlak snijden. Iedere {\displaystyle C_{i}} heeft een bijbehorende kromming {\displaystyle K_{i}} gegeven op {\displaystyle p}. Van deze krommingen {\displaystyle K_{i}}, is er ten minste een, {\displaystyle \kappa _{1}}, als maximaal en een, {\displaystyle \kappa _{2}} als minimaal gekarakteriseerd en deze twee krommingen {\displaystyle \kappa _{1},\kappa _{2}} staan als de hoofdkrommingen van {\displaystyle S} bekend.
De gemiddelde kromming op {\displaystyle p\in S} is het gemiddelde van deze twee krommingen, vandaar de naam:
{\displaystyle H={1 \over 2}(\kappa _{1}+\kappa _{2}).}
Meer in het algemeen wordt de gemiddelde kromming voor een hyperoppervlak, {\displaystyle T}, gegeven door

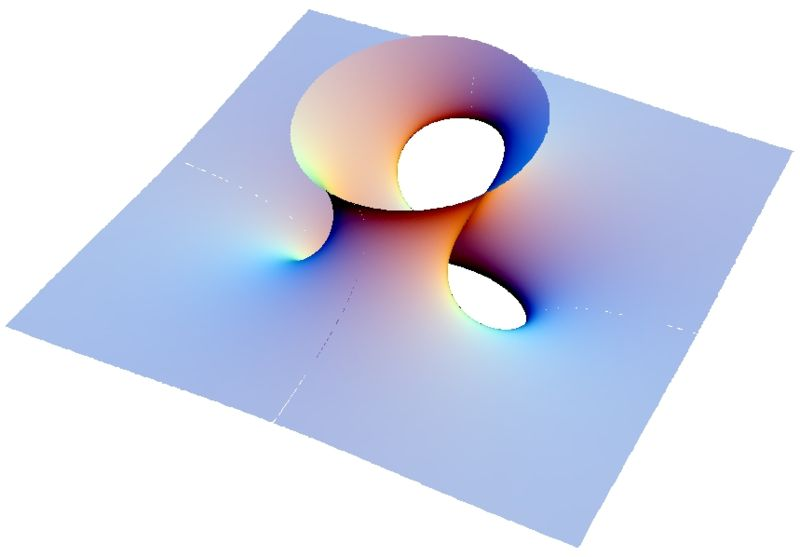
Minimaaloppervlak van Costa.

{\displaystyle H={\frac {1}{n}}\sum _{i=1}^{n}\kappa _{i}.}

## Minimaaloppervlakken
Een minimaaloppervlak is een oppervlak met op alle punten een gemiddelde kromming van nul. Klassieke voorbeelden van minimaaloppervlakken zijn de catenoïde, de helicoïde en het Enneper-oppervlak. Recente ontdekkingen zijn onder meer het minimaaloppervlak van Costa en de gyroïde.
Een uitbreiding van het idee van een minimaaloppervlak zijn oppervlakken met een constante gemiddelde kromming.

## Voetnoten
1. ↑  (en)  Spivak, 1999, Deel 3, hoofdstuk 2
2. ↑  (en)  Spivak, 1999, Deel 4, hoofdstuk 7